# South African Women's Open
Het South African Women's Open is een golftoernooi voor vrouwen in Zuid-Afrika, dat sinds 2012 deel uitmaakt van de Ladies European Tour. Het toernooi werd opgericht in 1988 en vindt sindsdien plaats op verschillende golfbanen in Zuid-Afrika.
Het toernooi wordt gespeeld in een strokeplay-formule met drie ronden en na de tweede ronde wordt de cut toegepast.
Sinds de oprichting wordt het toernooi georganiseerd door de "Womens Golf South Africa" (WGSA), een Zuid-Afrikaanse golfbond voor de vrouwen. WGSA sloot in 2011 een akkoord met de LET en wordt sinds 2012 een van de golftoernooien die op de kalender staat van de LET.
Het deelnemersveld wordt gelimiteerd met 108 deelnemers: 70 van de LET, 23 van de WPGA, 10 Zuid-Afrikaanse golfamateurs van de WGSA en vijf invitaties.

## Winnaressen
| Jaar | Golfbaan                     | Stad          | Winnares           | Sore          | Sore          | Info                                      |
| ---- | ---------------------------- | ------------- | ------------------ | ------------- | ------------- | ----------------------------------------- |
| 1988 | Germiston Golf Club          | Germiston     | Elizabeth Glass    |               | –5            |                                           |
| 1989 | Germiston Golf Club          | Germiston     | Laurette Maritz    |               | –16           |                                           |
| 1990 | Germiston Golf Club          | Germiston     | Brenda Lunsford    |               | –3            |                                           |
| 1991 | Germiston Golf Club          | Germiston     | Brenda Lunsford    |               | –7            |                                           |
| 1992 | Geen toernooi                | Geen toernooi | Geen toernooi      | Geen toernooi | Geen toernooi | Geen toernooi                             |
| 1993 | Geen toernooi                | Geen toernooi | Geen toernooi      | Geen toernooi | Geen toernooi | Geen toernooi                             |
| 1994 | Geen toernooi                | Geen toernooi | Geen toernooi      | Geen toernooi | Geen toernooi | Geen toernooi                             |
| 1995 | Observatory Golf Club        | Kaapstad      | Mandy Adamson      |               | –1            |                                           |
| 1996 | Kyalami Country Club         | Johannesburg  | Laurette Maritz    |               | +4            |                                           |
| 1997 | Kyalami Country Club         | Johannesburg  | Mandy Adamson      |               | –2            |                                           |
| 1998 | Kyalami Country Club         | Johannesburg  | Barbara Pestana    |               | –10           |                                           |
| 1999 | Rondebosch Golf Club         | Kaapstad      | Barbara Pestana    |               | –7            |                                           |
| 2000 | Rondebosch Golf Club         | Kaapstad      | Claire Duffy       |               | –4            |                                           |
| 2001 | Devonvale Golf Club          | Stellenbosch  | Vanessa Smith      |               | –5            |                                           |
| 2002 | Devonvale Golf Club          | Stellenbosch  | Mandy Adamson      |               | –8            |                                           |
| 2003 | Royal Johannesburg Golf Club | Johannesburg  | Helena Svenson     |               | –5            |                                           |
| 2004 | Royal Johannesburg Golf Club | Johannesburg  | Ashleigh Simon     |               | –8            |                                           |
| 2005 | Royal Johannesburg Golf Club | Johannesburg  | Maria Boden        |               | –2            |                                           |
| 2006 | Durban Country Club          | Durban        | Rebecca Hudson     |               | –2            |                                           |
| 2007 | Durban Country Club          | Durban        | Ashleigh Simon     |               | –6            |                                           |
| 2008 | Durban Country Club          | Durban        | Julie Tvede        |               | –8            |                                           |
| 2009 | Parkview Golf Club           | Johannesburg  | Tandi Cuningham    |               | –12           |                                           |
| 2010 | Geen toernooi                | Geen toernooi | Geen toernooi      | Geen toernooi | Geen toernooi | Geen toernooi                             |
| 2011 | Geen toernooi                | Geen toernooi | Geen toernooi      | Geen toernooi | Geen toernooi | Geen toernooi                             |
| 2012 | Selborne Country Club        | Pennington    | Caroline Masson    | 215           | –1            |                                           |
| 2013 | Southbroom Golf Club         | Southbroom    | Marianne Skarpnord | 69            | –3            | 18-holes (regenweer; 2 ronden afgeschaft) |
| 2014 | San Lameer Golf Club         | Southbroom    | Lee-Anne Pace po   | 211           | –5            | Won de play-off van Holly Clyburn         |

| Toernooirecord |  | po = winnares na play-off |